# 菅野結以
菅野結以（日语：／ Kanno Yui */?；1987年10月6日—）是日本女性時尚模特兒，千葉縣船橋市出身，所屬經紀公司為日本音樂娛樂（與MIYN公司業務提攜）。現為時尚雜誌《LARME》常規模特兒。

## 簡歷
- 國中生的時候，以U-15系偶像雜誌《清純系》首次登場。以讀者模特兒活躍於國中生雜誌《Hanachu》。
- 已停止了今後的藝能活動，但是作為以青少年為對象的流行雜誌《Popteen》的專屬模特兒而活動。
- 於《Popteen》2010年5月號內特集同雜誌畢業，在2010年4月創刊的雜誌《PopSister（日语：PopSister）》以模特兒身份繼續活動。
- 現在時尚雜誌《LARME》以常規模特兒身份繼續活動。
- 亦進軍時尚產品領域，監製彩妝品牌「melliesh」（メリッシュ）以及飾品品牌「Crayme,」（クレイミー）。

## 人物
- 學生時代有抗拒上學（日语：不登校）的經驗。那時期穿Gothic Lolita Fashion的衣服，聽視覺系的曲子[1]。
- 是澁谷109品牌「LIZ LISA」的商品代言人。其他有益若翼、星野加奈、福長優。私服是LIZ LISA的比率非常高。
- 有時被搞錯名字為「管野」「結衣」「結似」，正確是「菅野結以」。同樣是Popteen模特兒的樋口智子在自己的博客內也曾錯誤把「結似」稱作「海膽」。
- 有一個姐姐。
- 喜歡星冰樂，討厭的食物香菜、生魚。
- 喜歡藝人永作博美。
- 與Popteen眾模特兒關係良好，曾多次表示模特兒朋友送的AHKAH項鏈是寶物，並且是長期配帶的飾物之一[2]。和前Popteen現CanCam模特兒舞川亞郁，已畢業Popteen模特兒孫暐、樋口智子是好朋友。
- 於2010年自創服裝品牌「Crayme,」。
- 於2011年自創化妝品品牌「Melliesh」，曾經大受好評。
- Melliesh於2013年停產，同時並開發新商品品牌Baby+A。

## 演出作品

### 雜誌
- Popteen（角川春樹事務所）專屬模特兒 （2004年10月號-2010年5月號）
- PopSister（角川春樹事務所）專屬模特兒 （2010年6月號-2011年11月號）
- Larme（德間書店）專屬模特兒 （2012年-）

### 主持
- ORICON TV RANKING Paradise（MC）
- Pocky Choct Channel（MC）
- RADIO DRAGON -NEXT-（日语：RADIO DRAGON）（2014年4月3日－，FM東京）

### 寫真集
- 2010年 俏皮美少女菅野結以的可愛時尚筆記
- 2011年 菅野結以可愛寫真筆記：URAYUI
- 2012年 菅野結以美麗生活寫真手冊：an at me
- 2013年 菅野結以 美全集
- 2014年 菅野結以 YUITOPIA PHOTO BOOK (SPECIAL EDITION)

## 外部連結
- 經紀公司個人介紹頁 （页面存档备份，存于） （日語）
- 菅野結以的Ameba部落格（日語） （日語）
- 菅野結以的X（前Twitter） （日語）
- 菅野結以的Instagram帳戶 （日語）
- 菅野結以 （页面存档备份，存于） - MIYN （日語）
- 菅野結以監製飾品品牌「Crayme,」官方網站 （页面存档备份，存于） （日語）